# 莱比锡号护卫舰
莱比锡号是德意志帝国海军建造的莱比锡级护卫舰的首舰，得名于1813年的莱比锡战役。它于1874年开始在斯德丁伏尔铿船厂铺设龙骨，1875年9月下水，至1877年6月交付使用。其仅有的姊妹舰为阿达尔贝特亲王号。为了在海外进行长途航行，该舰配备了一套全帆装索具，以便在燃煤缺乏的情况作为蒸汽机的补充。它装备有十二门170毫米箍炮，最初被定型为盖甲板护卫舰，自1884年起又重归类为巡洋巡防舰。
作为德国“炮舰外交”的重要工具，也是德国殖民政策下众多事业的参与者，莱比锡号在服役生涯期间曾进行过三次重大的海外巡航，每次都完成了环球航行。第一次是从1877年至1878年作为海军学员的教学舰航行，首先前往西印度群岛，继而向西横跨太平洋到达日本，然后从那里返回欧洲。在1882年底至1884年底的第二次巡航中，该舰首先再度沿西线前往东亚，然后经西非返回，并参与了在那里占领德国殖民地的行动。第三次航行于1888年启动，首先是东非，继而向东穿过亚洲到达南太平洋和南美洲；它从那里再次前往非洲和东亚，最后于1893年开始返回欧洲。回到德国后，军方认为将莱比锡号改装成训练舰的成本太高，因此该舰仅被用作宿营废船，直到1919年意外沉没。它于1921年被打捞上岸，随后在同年拆解报废。

## 设计
1870年至1871年的普法战争后，新成立的德意志帝国海军开始了一项旨在加强舰队实力的扩张规划。海军司令部明确现代蒸汽护卫舰对于舰队侦察以及保护德国在海外利益的海外巡逻任务而言是必要的。两艘莱比锡级护卫舰遂作为1873年舰队计划的一部分订购，该计划总共需要二十艘无装甲护卫舰，其中十二艘已经入役或正在建造中。莱比锡号是德国海军的第一艘铁制舰体护卫舰；该舰最初的设计是带有艏楼的，但后来改成了平甲板。
莱比锡号的水线长和全长分别为87米和87.5米，有14米的舷宽以及6.2米的前吃水和6.9米的后吃水；其设计排水量为3,980吨，满载时则可达4,626吨。标准船员编制为39名军官和386名水兵。该舰由一台卧式三缸单胀往复式蒸汽机提供动力，用以驱动一副直径为6米的双叶螺旋桨；蒸汽则由十台燃煤圆形火管锅炉供应，这使得它在6,050匹公制馬力（4,450千瓦特）额定功率下的最高航速可达15.8節（29.3每小時），并且能够以10節（19每小時）的速度连续航行2,330海里（4,320）。作为在长途航行期间对蒸汽机的辅助动力，莱比锡号还配备有一套总帆面积为2,600平方米的全帆装索具。
莱比锡号装备有十二门170毫米口径后装式箍炮，其中两门为25倍径、其余十门为较短的22倍径。两门25倍径炮是作为追击炮安置在舰艏，其余则安装在舷侧。这些火炮的射程为5,000米，合共配备1,226发弹药。在运用生涯的后期，该舰还加装了四门哈乞开斯37毫米转膛炮以及四具350毫米鱼雷发射管。鱼雷发射管安装在水线上方，其中舰艏两具，两边舷侧各一具，合共可携带十枚鱼雷。

## 服役历史
莱比锡号原本是作为与弗蕾亚号相同的改进版阿里阿德涅级护卫舰，而以“图斯内尔达号”（Thusnelda）作为合同代号订购。但在建造工程开始之前，它就被重塑为一个更大的设计。新设计于187－1872年间准备就绪，并于1875年在斯德丁的伏尔铿船厂开始铺设龙骨。完工后的舰体于1875年9月13日下水，在下水仪式上，由时任帝国海军部长的阿尔布雷希特·冯·施托施将军发表演说并以1813年的莱比锡战役为该舰命名为莱比锡号。舾装工作完成后，莱比锡号于1877年5月31日从斯德丁被拖到斯维内明德，并于翌日投入舰队服役，尽管它此时尚未安装武器。时任莱比锡市长的奥托·格奥尔基和普鲁士陆军元帅腓特烈·卡尔亲王出席了服役仪式，格奥尔基将莱比锡市旗作为礼物授予该舰。接下来，莱比锡号开始初步海试，一直持续到6月12日。随后，该舰安装了舰炮，并于9月13日在舰长卡尔·帕申少校的指挥下展开了进一步的试验。一周后，它在基尔外围意外搁浅，不得不移除约400吨重的负重才得以重新浮起，继而由拖船诺托斯号拖至基尔帝国船厂。全部海试于10月5日完成，第二天，莱比锡号受命展开其首次海外巡航。

### 第一次海外部署

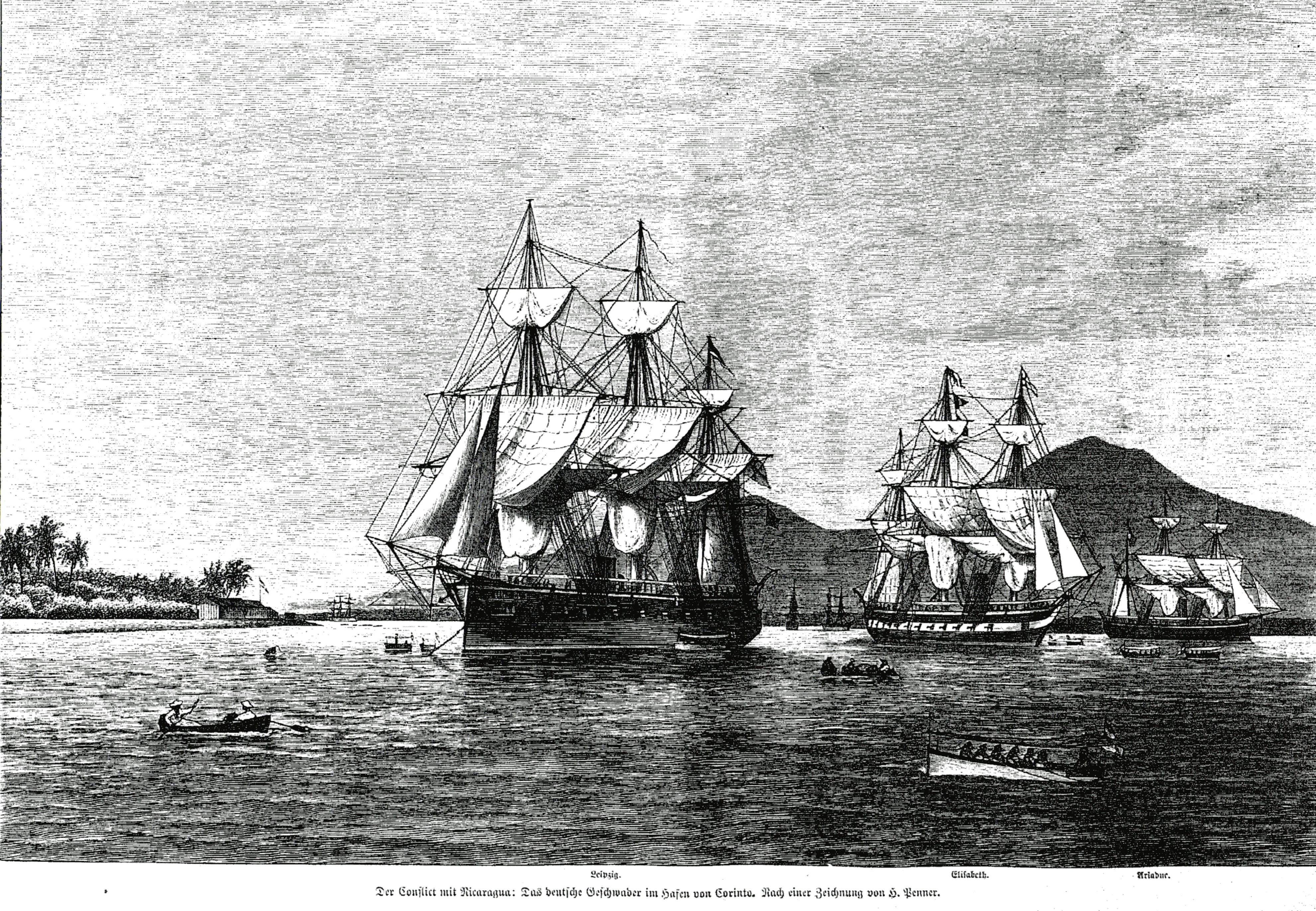
1878年3月，在尼加拉瓜附近的（从左至右分别为）莱比锡号、伊利莎白号和阿里阿德涅号

同样是在帕申的指挥下，莱比锡号被用作海军学员的教学舰。跟舰训练的是1876届的学员，其中包括未来的海军将领埃里希·居勒、威廉·沙克和约阿希姆·阿道夫·冯·巴塞维茨。帕申接到的命令指示他前往东亚，在那里他将担任当地德国军舰的驻地司令。11月17日，莱比锡号离开德国，穿越大西洋，首先在中美洲水域停留。它在当地被临时编入一个德国分舰队，任务是在所谓的“艾森施图克事件”期间保护德国在尼加拉瓜的利益。当时，德国名誉领事保罗·艾森施图克（Paul Eisenstuck）在尼加拉瓜遇袭，而尼加拉瓜政府没有及时调查此事令德国人满意，因此外相贝恩哈德·恩斯特·冯·比洛下令派出一支舰队，强制执行德国的赔偿要求，最终促成尚处于起步阶段的德意志帝国海军进行了自成立以来最大规模的海外军事行动。1878年初，莱比锡号与其它五艘在海岸附近集结的舰艇在科林托登陆，以防尼加拉瓜政府选择拒绝德国的要求，但前者很快便同意了。
1878年4月11日，莱比锡号恢复了前往东亚的航程。继绕过南美洲南端驶入太平洋后，它在夏威夷群岛的檀香山经停，并在当地受到了国王卡拉卡瓦的登舰访问。随后，该舰到访了墨西哥和美国的几个港口，然后继续横渡太平洋。莱比锡号于7月5日抵达日本横滨，接替随后启程回国的奥古斯塔号护卫舰。当时，东亚驻地的成员还包括炮舰信天翁号和独眼巨人号，但信天翁号很快被狼号所取代，而护卫舰弗蕾亚号也于其后入列。10月7日，帕申获晋升为海军上校；此时东亚驻地的全部四艘舰都在日本长崎集结。在接下来的五个月里，莱比锡号一直留在日本海域。它于1879年4月才航行到中国，在那里与姊妹舰阿达尔贝特亲王号和护卫舰路易丝号会合，这两艘舰分别被派往接替莱比锡号和弗蕾亚号。5月28日，莱比锡号离开上海，开始返回德国的旅程，它分别在新加坡、荷属东印度群岛的安耶尔、毛里求斯、南非的开普敦以及英国的普利茅斯经停，最后于9月27日抵达基尔，并就地退役。

### 第二次海外部署
莱比锡号直到1882年底才重新入役，在此期间，该舰进行了广泛的大修，包括将舰桥移到更靠后的位置，更换更为高效的方向舵，并安装了四具350毫米鱼雷发射管。1882年10月，在海军少校奥托·赫尔比希（Otto Herbig）的指挥下，它迎来了跟舰训练的1881届学员，其中包括弗朗茨·冯·希佩尔。莱比锡号于10月19日离开德国，由于在北海遭遇强烈风暴，它不得不在普利茅斯和雅茅斯停留，等待天气好转。此后，该舰沿着与1877年相同的路线前往东亚，但途中没有在中美洲停留。1883年6月，莱比锡号抵达东亚，加入海军少将路易斯·冯·布兰克麾下的东亚分舰队，并与旗舰施托施号会合。8月，该舰访问了俄国的海参崴，10月又将德国总领事卡尔·爱德华·察佩从上海接载到济物浦，后者在那里签署了德国与朝鲜王朝之间的首个贸易协定。由于恶劣的天气，莱比锡号不得不在朝鲜驻留到12月。在此期间，赫尔比希率4名军官以及军乐团前往汉城拜会了朝鲜高宗。12月15日，赫尔比希获晋升为海军上校。
1884年3月初，莱比锡号接到了返回德国的命令。该舰首先在西属东印度群岛的马尼拉停靠，然后穿过苏禄海前往婆罗洲北部，却在山打根附近搁浅。为此，它被迫航行到新加坡接受维修，从4月19日持续到6月10日。逗留期间，一场发热的大爆发导致舰上6名军官和230名水兵病重，他们不得不被转送回家，并另派一队轮替船员将莱比锡号驶回德国。在进一步的归途中，莱比锡号出人意料地奉命参与了德国夺取西非殖民地的行动。在开普敦经停时，赫尔比希接到的新命令是将莱比锡号带到德属西南非洲，那里刚刚被宣布为德国的保护国。7月18日，莱比锡号驶往安格拉佩奎纳（即后来的吕德里茨湾），至8月6日与巡洋护卫舰伊丽莎白号会合。伊丽莎白号时任舰长、海军上尉鲁道夫·舍林宣读了德国为其保护国的正式公告，莱比锡号则留在该地区巡逻。8月30日，该舰抵达费尔南多波，与搭载着帝国专员古斯塔夫·纳赫蒂加尔的炮舰海鸥号会合。受纳赫蒂加尔的指示，莱比锡号将在德属喀麦隆的各个沿海城镇升起德国国旗，以确保德国的统治。此举发生于9月5日，地点是在后来德属多哥境内的塞古罗港小波波。该舰随后离开西非水域，经由佛得角、马德拉岛和普利茅斯返回德国，至10月9日抵达威廉港。

### 改造
海军部于1885年2月18日下令对莱比锡号进行大规模重建，后者早在前一年的11月25日已被重新归类为“巡洋巡防舰”。它将要改装成一艘常驻巡洋分舰队的旗舰，能够长期在海外驻留。当时的帝国海军并无适合该用途的舰艇，而帝国议会的反对也阻止了建造一艘新舰来填补这一角色。莱比锡号被拆到只剩下铁制舰体，几乎完全用新的木板重建，安装了额外的横向舱壁以增加水密隔舱数量，安装了新的推进系统并重组了内部空间，以容纳海军将领及其参谋人员。安装至舰上的新锅炉需要增加第二具烟囱，它是固定式的，而非原先可以伸缩的烟囱。
改造工程于1886年末完成，莱比锡号在海军少校奥斯卡·赫尔宾（Oskar Herbing）的指挥下重新入役进行海试，从9月1日持续到10月20日。速度测试表明，该舰的速度不足以胜任其预定任务，赫尔宾遂试图通过安装不同的舵来减少阻力、提高航速，但未能解决这个问题。它因此返回船厂，在此期间还安装了可供整舰照明的发电机。1887年10月12日，莱比锡号再次入役，同样由赫尔宾指挥进行额外的试验，一直持续到11月12日。然而其速度还是无法令人满意，且螺旋桨也在测试过程中发生了事故。1888年4月6日，该舰再次准备好接受试验，此时由海军少校爱德华·哈托格（Eduard Hartog）指挥。莱比锡号仍然太慢，于是继续重回船厂，但在此期间并未退役。至6月初，它终于宣布已准备好执行任务。

### 第三次海外部署

#### 1888－1890年

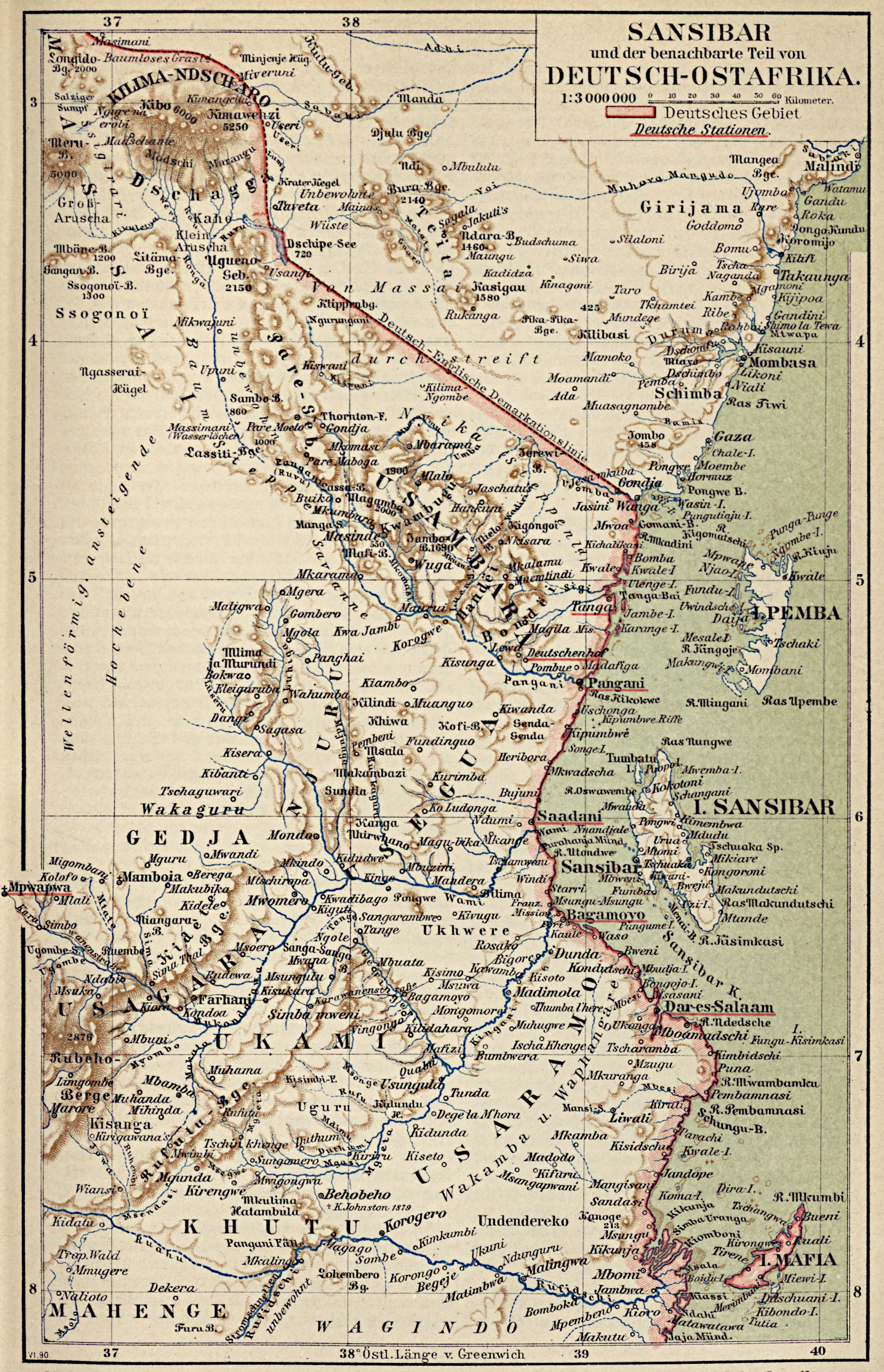
大约1890年的德属东非地图

1888年6月14日，莱比锡号开始了它的下一次海外部署，以接替常驻巡洋分舰队的旗舰俾斯麦号。新任分舰队司令、海军少将卡尔·奥古斯特·戴恩哈德则搭乘客船独立前往非洲。莱比锡号于7月16日停靠亚丁，正式解除俾斯麦号的旗舰职责，然后前往桑给巴尔，至8月2日抵达。在那里，它与巡洋护卫舰奥尔加号会合；由于戴恩哈德此时仍然在途，遂由奥尔加号舰长、海军上校弗朗茨·施特劳赫作为最高级军官出任分舰队的临时指挥官，因此他被调往莱比锡号，而哈托格则接替了他在奥尔加号上的职务。戴恩哈德于8月31日抵达，并在肯尼亚的曼达湾（Manda Bay）接过指挥权。当时，常驻巡洋分舰队的成员包括有莱比锡号、奥尔加号、海鸥号，以及自12月31日起加入的巡洋舰燕子号和自1889年1月5日起加入的通报舰箭矢号。分舰队原本打算前往南太平洋执行任务，但由于反对德国统治的阿布希里起义爆发，它们不得不留在德属东非附近；而这正是燕子号和箭矢号前来增援的原因。在德属东非展开的行动是德国海军在第一次世界大战之前规模最大、持续时间最长的行动。
1888年9月8日，莱比锡号、奥尔加号和海鸥号派遣登陆部队在坦噶上岸。莱比锡随后前往巴加莫约，炮轰叛军。从11月2日开始，德国军舰与英国皇家海军一道对东非海岸实施封锁，一个月后，该地区的意大利和葡萄牙军舰也加入了封锁行动。12月5日至6日，莱比锡号再次炮轰巴加莫约的叛军部队，并在当月余下的时间里一直待在那里；随后巡洋护卫舰卡罗拉号也加入了后续的战斗。莱比锡号继而前往达累斯萨拉姆，于1889年1月11日至16日期间协助保卫该地。2月3日，它回到巴加莫约保卫港口，防止叛军发动新一轮的袭击。3月27日，在赫尔曼·维斯曼少校的领导下，该舰的登陆部队参加了占领昆杜奇的战役。来自莱比锡号、卡罗拉号和燕子号的人员于5月8日袭击了巴加莫约城外的一个叛军营地；两天后，莱比锡号的分遣队又袭击了姆贝加尼和姆万戈尼。6月6日，莱比锡号、箭矢号和燕子号炮击萨阿达尼，并派人上岸攻击那里的叛军。7月，莱比锡号在潘加尼和坦噶附近海域行动，参与了封锁行动。
到1889年7月底，起义几近结束了；达累斯萨拉姆和巴加莫约已成功守住，维斯曼的部队则夺回了坦噶和萨阿达尼。8月，燕子号被派往毛里求斯的路易港，以便让船员们修整，而海鸥号则被遣返回国。8月13日，莱比锡号离开东非前往开普敦接受大修。这项工作一直持续到9月，在此期间，其分舰队旗舰职责由卡罗拉号接替。9月4日，当莱比锡号尚在旱坞时，戴恩哈德便接到指示，要他尽快将其舰只驶至地中海，在那里他要向德皇威廉二世汇报情况，后者当时正搭乘他的皇家游艇霍亨索伦号率领铁甲训练分舰队一起巡航。到10月初，莱比锡号的大修工作已经进行到足以再次适航的程度，它得以向北航行到地中海东部，并于10月28日抵达。11月1日，该舰在米蒂利尼附近与铁甲分舰队会合；霍亨索伦号当时则身处奥斯曼帝国的君士坦丁堡，于五天后到达。戴恩哈德于11月6日向德皇提交了报告，之后所有德国军舰驶往意大利，莱比锡于11月12日进入威尼斯的旱坞，完成其在开普敦开始的大修。

#### 1890－1891年
大修于12月15日完成，莱比锡号得以返回东非，途中曾在马耳他岛和塞得港停靠；船员们甚至是在后者港口庆祝圣诞节和1890年元旦。该舰随后前往亚丁，并在那里接到了前往东亚而不是东非的命令。分舰队余部将留在东非水域，而莱比锡号则独自前往中国。在穿越印度洋的过程中，它曾在印度的科契经停，然后于3月20日抵达香港。在那里，莱比锡号与驻守东亚的巡洋护卫舰索菲号、炮舰鸡貂号和狼号会合。此时，戴恩哈德已晋升为海军中将，并被召回德国；他的继任者、海军少将维克托·瓦卢瓦斯则即刻出海接掌分舰队。莱比锡号率索菲号开始巡访日本港口，当5月20日来到长崎时，瓦卢瓦斯也已抵达并登舰指挥。两舰随后经香港和马尼拉向南航行到新加坡，之后又游览了荷属东印度群岛，穿过丹皮尔海峡，继而造访了俾斯麦群岛。这次巡航于9月16日在澳大利亚的悉尼结束，它们在那里与巡洋护卫舰亚历山德里娜号会合，后者随即加入分舰队。
莱比锡号进入悉尼的旱坞进行保养维护，分舰队则于11月航行到新西兰，然后前往萨摩亚的阿皮亚。1891年1月，它们离开阿皮亚取道马绍尔群岛返回香港，期间不时独立航行。莱比锡号于2月14日抵达中国，继而从3月中旬开启了包括南京在内的中国内河港口之旅。期间它曾在吴淞口搁浅，但得以在涨潮时自行脱困。与此同时，瓦卢瓦斯接到率分舰队前往智利的命令，惟搁浅事故推迟了他的出发。他把莱比锡号带到横滨，以检查舰体是否受损。在横滨，瓦卢瓦斯收到了另一组强调必须尽快前往南美洲的命令。由于智利于1891年陷入内战，这场冲突威胁到了德国在当地的利益。德国总理列奥·冯·卡普里维最初反对派遣军舰加入已开始在智利海域集结、旨在保护当地欧洲人的国际舰队，但在帝国议会进行了长时间的辩论后，他软化了态度，命令瓦卢瓦斯赶赴智利。后者收到的第二组命令措辞严厉，以至于他指示舰长们不要再补给燃煤库存，以避免进一步延误，而是希望利用有利的风向尽快横渡太平洋。
当这些舰只穿越太平洋时，他们发现风力不够大，无法像瓦卢瓦斯所希望的那样快速推进，因此不得不借助于蒸汽机。然而，以惊人的燃煤消耗量而臭名昭著的莱比锡号，在途中耗尽了燃料。索菲号亚历山德里娜号不得不拖曳着它完成余下的行程，历时97小时，航行了1,217海里（2,254）。这些舰只首先前往美国的旧金山，然后向南驶至瓦尔帕莱索；它们于7月6日抵达，但在港口外围停留了三天。当时，战事尚未蔓延到这座城市，因此从7月下旬到8月下旬，瓦卢瓦斯将他的舰群带到更靠北的伊基克和科金博。三艘舰于8月20日返回瓦尔帕莱索，到这时，叛军部队已经向该市推进。瓦卢瓦斯与支持反政府国会派系的智利海军官员、海军上校豪尔赫·蒙特谈判，允许一支由9名军官和291名水兵组成的德国登陆队上岸保护该市的德国人。这项工作是与英国护卫舰冠军号的一支分遣队合作完成的。当这些官兵上岸后，他们在莱比锡号军医的监督下建立了一家医院。8月30日，由陆军上校埃斯塔尼斯劳·德尔·坎托领导的叛军部队控制了瓦尔帕莱索。随着城内的战斗结束，登陆队于9月13日返回他们各自的舰上。此后不久，时任智利总统何塞·曼努埃尔·巴尔马塞达自杀，有效地结束了冲突。瓦卢瓦斯的舰只在智利又停留了三个月，但该国未再发生进一步的事端。

#### 1891－1893年
1891年12月中旬，瓦卢瓦斯接到柏林的命令，要求他离开该地区。三艘舰遂于1892年1月1日穿过麦哲伦海峡，五天后抵达蒙得维的亚。瓦卢瓦斯本以为此时会接到归国的指示，但他却接到了横渡大西洋前往开普敦的命令。途中，它们曾在巴西的南里奥格兰德经停。这些舰只于2月21日来到开普敦；两天后，海军少将弗里德里希·冯·帕维尔兹抵达，接替瓦卢瓦斯担任分舰队司令。三艘舰在开普敦进行了必要的维修，继而于3月22日向北航行到德拉戈湾，帕维尔兹和部分军官从那里上岸拜访了川斯瓦共和國总统保罗·克留格尔。分舰队随后继续驶向德属东非，在那里与燕子号和海鸥号会合。由于殖民地的局势平静，所以分舰队于5月5日被进一步转移至东亚，仅留下计划于6月返回德国的索菲号。后者在阵中的位置由巡洋护卫舰阿科纳号取代。莱比锡号和亚历山德里娜号继续前往科伦坡，在那里它们为驻地舰鸡貂号和狼号带来了轮换船员。分舰队随即驶向香港。此后，它们于9月和10月访问了中国港口，在此期间，亚历山德里娜号还去往日本。当莱比锡号身处上海时，帕维尔兹接到命令返回东非，因为桑给巴尔苏丹阿里·本·赛义德驾崩后的继位问题威胁到该地区的稳定。帕维尔兹遂召回亚历山德里娜号在香港会合；它们于11月16日启程返回东非。
两舰于1893年1月5日到达桑给巴尔；一个月后的2月6日，阿科纳号加入了它们的行列。曾驻扎在中美洲水域的巡洋护卫舰玛丽号也被编入帕维尔兹的分舰队。燕子号和海鸥号同样仍在东非，这使得本·赛义德驾崩后可用于应对任何危机的舰船总数达到六艘。然而，随着政权平稳过渡，危机得以避免，莱比锡号遂于3月3日去往开普敦进行大修；阿科纳号和亚历山德里娜号也于当月晚些时候抵达当地。按照计划，分舰队应在维修完成后返回东亚，但检查发现莱比锡号的舰况在海外役期中已经严重恶化。舰只推进系统的磨损过于严重，开普敦的造船厂无力应对，因此时任帝国海军办公室国务秘书的海军上将弗里德里希·冯·霍尔曼命令它返回德国。3月29日，帕维尔兹接到指示随莱比锡号回国并解散常驻分舰队；其余舰只则各自去往别处。莱比锡号向北航行，穿过大西洋，途中在圣赫勒拿、佛得角和马德拉岛经停。帝国海军总司令、海军上将马克斯·冯·德戈尔茨和莱比锡号的前任指挥官、时任北海海军基地司令的瓦卢瓦斯中将在希利希泊地迎接该舰的回归。

### 结局
抵达威廉港后，莱比锡号当即退役并在当地的帝国船厂接受彻底的检修。经检查确定该舰的舰体仍然处于良好状态，但为了再一次海外部署而修理其机械设备则并不经济可行。因此，海军总司令部决定将莱比锡号改装成一艘用于轮机舱人员训练的废船和宿舍船。在这些能力上，它将取代老旧的巡洋巡防舰菲内塔号。事实证明，为这项工程拨款在帝国议会引起了争议，因此直到1895－1896年的预算案才获得批准。莱比锡号以此身份继续服役了25年之久。德国海军的第一所无线电报学校便是在该舰上建立的；在第一次世界大战期间，它还被用于U艇船员的初始训练。1919年11月5日，莱比锡号以不明原因在港池内突然侧翻，由于当时舰上无人，并未造成人员伤亡。它直到1921年才被打捞上岸，售予哈廷根冶炼厂，并在威廉港拆解报废。